# 小行星2685
小行星2685（2685 Masursky）是一顆位於小行星帶的小行星，由天文學家爱德华·鲍威尔發現於1981年，以任職於美國地質調查局，並參與多項探測任務的行星地質學家哈羅德·馬瑟斯基命名。
在卡西尼-惠更斯号在前往土星途中於2000年1月23日飛掠該小行星以前對它所知甚少。卡西尼號在距離該小行星160萬公里（約四倍月球距離）處飛掠，雖然無法看到它的表面特徵，卻足以確認它的直徑大約是15到20公里。
小行星2685是屬於司法星族的S-型小行星。卡西尼號的觀測雖然引發了對它的成分爭議，但稍後天文學家對它的光譜觀測確認它是S-型小行星[2]。